# Konwój Take-Ichi
Konwój „Take-Ichi” (jap. 竹一船団 Take-Ichi sendan) – japoński konwój morski z czasów II wojny światowej. Wyruszył on 17 kwietnia 1944 r. z portu w Szanghaju, przewożąc dwie dywizje piechoty, które miały wzmocnić pozycje obronne Japończyków na Filipinach oraz w zachodniej części Nowej Gwinei. Kryptonim konwoju oznacza po polsku „Bambus Nr 1”; spotyka się w literaturze także anglojęzyczną nazwę „Bamboo No. One convoy”. Amerykańskie okręty podwodne zaatakowały konwój 26 kwietnia oraz 6 maja, zatapiając cztery transportowce, w wyniku czego poniosło śmierć ponad 4000 żołnierzy. Straty te spowodowały skierowanie konwoju do portu w Halmaherze, gdzie ocaleni żołnierze oraz sprzęt został wyładowany.
Straty jakie poniósł konwój miały istotne znaczenie dla dalszych losów wojny na Pacyfiku. Niepowodzenie w dostarczeniu dwóch dywizji do miejsca przeznaczenia bez strat przyczyniło się do podjęcia przez japoński Cesarski Sztab Generalny decyzji o cofnięciu linii obrony Japonii o 970 km. W wyniku ataku znacząco zmalała siła bojowa obu dywizji i choć wzięły one udział w późniejszych walkach przeciwko armii Stanów Zjednoczonych, ich rola strategiczna była ograniczona.

## Wydarzenia poprzedzające
We wrześniu 1943 r. Japońska Cesarska Marynarka Wojenna (JCMW lub z angielskiego Imperial Japanese Navy – IJN) oraz Cesarska Armia Japońska (CAJ) zdecydowały wspólnie o utworzeniu pozycji obronnych wzdłuż tzw. „strefy bezwarunkowej obrony”. Granica strefy sięgała od Wysp Mariańskich i Karolinów do zachodniej części Nowej Gwinei, morza Banda i morza Flores. W tym czasie we wskazanym obszarze znajdowało się niewiele jednostek armii japońskiej. W związku z tym, dowództwo japońskie zdecydowało o przeniesieniu części zgrupowań bojowych z Chin i Mandżurii w celu ochrony baz lotniczych, które stanowiły trzon planów obrony Japonii. Transport tych wojsk uległ jednak opóźnieniu z powodu niedoboru odpowiednich statków. Najwyższy priorytet dla Japończyków miało wzmocnienie swoich kontyngentów znajdujących się na Marianach i Karolinach, wobec czego oddziały mające zostać przerzucone w rejon zachodniej Nowej Gwinei pozostały w Chinach do kwietnia 1944 r., a więc do czasu, gdy udało się znaleźć dostępne statki transportowe.
Na początku 1944 r. okręty podwodne aliantów zatapiały dużą liczbę japońskich statków. Ich operacje były w znacznej mierze wynikiem działalności amerykańskiej Ultry, która przechwytywała i rozszyfrowywała kilkadziesiąt procent zakodowanych komunikatów radiowych japońskiej marynarki wojennej. IJN rutynowo informowała o lokalizacji i planowanej trasie swoich konwojów, co pozwoliło aliantom, po rozszyfrowaniu tych wiadomości, na alarmowanie swoich okrętów podwodnych o zbliżających się japońskich konwojach. Dowódcom okrętów podwodnych pozostawiono wolną rękę w zakresie planowania czasu i miejsca ataków, aby były one jak najbardziej sprzyjające ich działaniom.

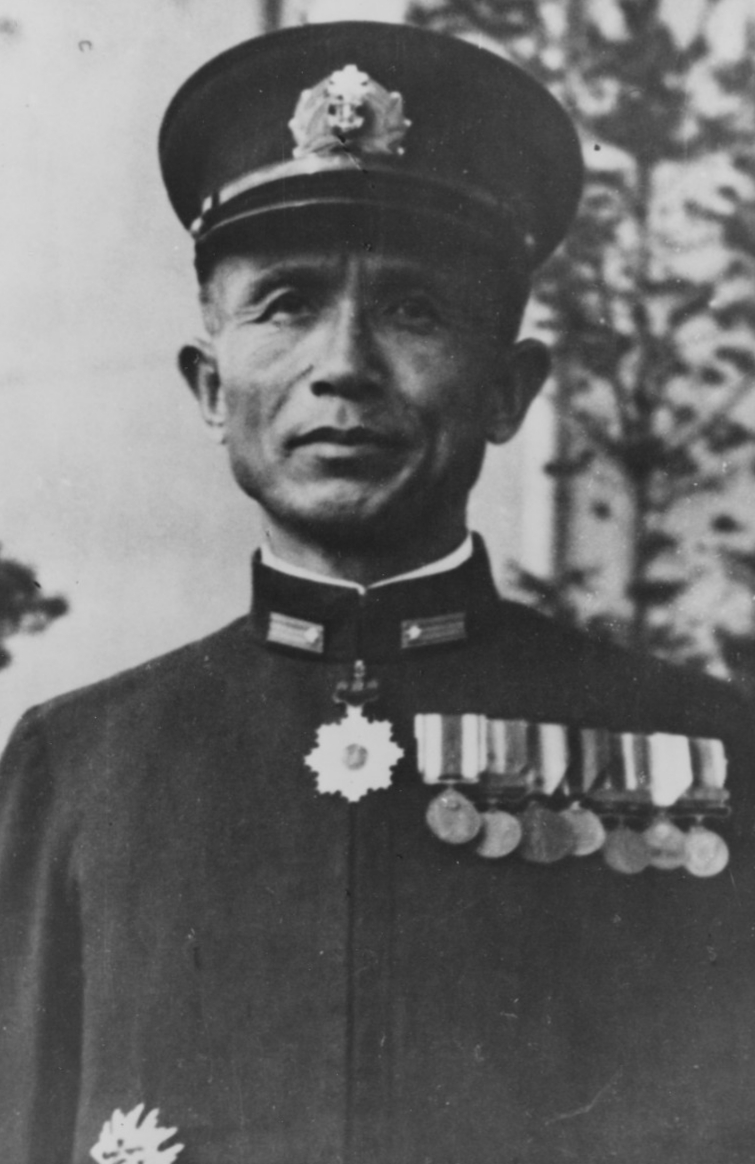
Kontradmirał Sadamichi Kajioka w 1944 roku

Nieskuteczna doktryna zwalczania okrętów podwodnych japońskiej marynarki także przyczyniła się do dużej liczby zatopień jednostek japońskich. Cesarska marynarka wojenna nie przykładała dużej wagi do ochrony statków handlowych i konwojów przed wojną oraz w pierwszych latach jej trwania, w związku z czym konwoje nie były eskortowane przez okręty wojenne aż do 1943 r. Specjalna jednostka wojskowa odpowiadająca za koordynację konwojów oraz zapewnienie im ochrony została sformowana dopiero pod koniec 1943 r. W kwietniu 1944 r. powstała również specjalna instytucja, która miała grupować doświadczonych oficerów japońskiej marynarki wojennej, zdolnych dowodzić konwojami morskimi, choć żaden z nich nie miał doświadczenia w tego typu operacjach, ani nie posiadał znajomości technik zwalczania okrętów podwodnych.
Ataki na okręty handlowe, które miały miejsce w lutym 1944 roku, skłoniły Japończyków do zmiany składu statków będących częścią konwoju. W ciągu jednego miesiąca ponad 10% japońskiej floty handlowej zostało zatopione w wyniku ataków alianckich okrętów podwodnych lub lotnictwa. Wśród zatopionych jednostek znajdowało się kilka transportowców przewożących żołnierzy i sprzęt mający wzmocnić jednostki japońskiej armii na Marianach i Wyspach Karolińskich. W odpowiedzi na te ataki, nowo powołane Dowództwo Wielkiej Floty Eskortowej zwiększyło standardową liczbę okrętów wchodzących w skład konwoju z 5 do 10-20 jednostek. Zmiana ta pozwoliła japońskiej marynarce wojennej przydzielić większą liczbę okrętów eskortowych do każdego konwoju, co w zamyśle Japończyków miało zmniejszyć liczbę konwojów będących potencjalnymi celami dla alianckich okrętów podwodnych. Znaczny spadek liczby zatopionych jednostek, w marcu 1944 roku, japońscy oficerowie przypisywali więc nowej taktyce. Jednakże było to jedynie zbiegiem okoliczności, ponieważ w tym samym miesiącu amerykańskie okręty podwodne na Pacyfiku zostały skierowane do osłony innych operacji morskich prowadzonych przez aliantów, których trzonem było główne zgrupowanie lotniskowców US Navy w regionie tzw. Fast Carrier Task Force.
Konwój „Take-Ichi”, którego kryptonim oznacza po polsku  „Bambus Nr 1” (literaturze anglojęzycznej spotyka się często nazwę „Bamboo No. One”), został zorganizowany w Szanghaju w kwietniu 1944 r. Jego zadaniem było przetransportowanie 32. Dywizji na wyspę Mindanao oraz głównych sił 35. Dywizji w zachodni rejon Nowej Gwinei. Obie dywizje sformowano w 1939 r. i były to zahartowane w boju jednostki, które uczestniczyły m.in. w walkach w Chinach w czasie drugiej wojny chińsko-japońskiej. Jeden z pułków piechoty wchodzących w skład 35. Dywizji został odłączony od reszty zgrupowania na początku kwietnia i skierowany na Palau, gdzie dotarł pod koniec miesiąca, nie ponosząc strat podczas podróży.
Obie dywizje wyruszyły w podróż na dużych statkach transportowych chronionych przez niespotykanie silną eskortę. Kontradm. Sadamichi Kajioka, który był weteranem kilku wcześniejszych operacji morskich, m.in. bitwy o wyspę Wake, został mianowany dowódcą konwoju. Za ochronę konwoju odpowiadało nowo sformowane 6 Dowództwo Eskortowania Konwojów, w którego skład wchodził okręt flagowy Kajioki, napędzany węglem stawiacz min „Shirataka”, niszczyciele „Asakaze”, „Shiratsuyu” i „Fujinami”, eskortowce (kaibōkan) „Kurahashi”, CD-20 i CD-22, trałowiec W-2, ścigacze okrętów podwodnych CH-37 i CH-38 oraz kanonierki „Uji”, „Ataka” i „Tama Maru Nr 7”.

## Podróż

### Z Szanghaju do Manili

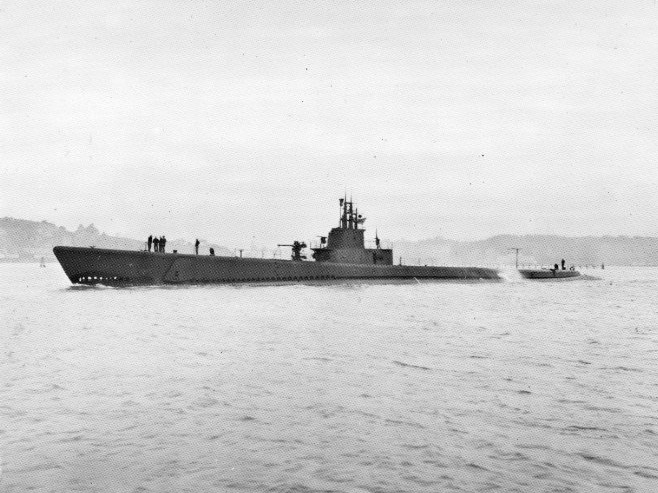
USS „Jack” w grudniu 1943 roku

Konwój „Take-Ichi” wypłynął z Szanghaju do Manili 17 kwietnia i składał się początkowo z 15 transportowców oraz okrętów 6 Dowództwa Eskortowania Konwojów. Dla siedmiu statków transportowych Manila była ostatecznym celem podróży, w związku z czym żołnierzy 32. i 35. Dywizji zebrano na łącznie 8 okrętach (każda dywizja transportowana była przez 4 jednostki pływające). Tymczasem alianckim kryptologom udało się przechwycić i rozszyfrować japońskie komunikaty radiowe informujące o wypłynięciu konwoju z portu, jak również późniejsze wiadomości Japończyków dotyczące przebiegu trasy konwoju.
Przechwycone przez wywiad komunikaty radiowe Japończyków pozwoliły aliantom naprowadzić amerykański okręt podwodny USS „Jack” dokładnie na konwój, z którym nawiązał on kontakt wzrokowy 26 kwietnia w pobliżu północno-zachodniego wybrzeża wyspy Luzon. Kapitan okrętu podwodnego kmdr. Tommy Dykers spróbował wówczas zająć pozycję dogodną do ataku na konwój, jednak stracił on z nim kontakt, gdy został z kolei zmuszony do umknięcia przed japońskim okrętem podwodnym. Samolot patrolowy zauważył i zaatakował USS „Jack” kilka minut później, ale sam konwój nie zmienił kursu. Dykers ponownie zlokalizował statki około południa, po tym jak dostrzegł dym unoszący się z komina „Shirataki”. Pozycję do ataku udało mu się zająć na godzinę przed zachodem słońca. Został jednak zmuszony do zanurzenia, gdy został ostrzelany przez kolejny japoński samolot.
USS „Jack” wynurzył się ponownie po zmroku i dokonał skutecznego ataku na konwój. Dykers zdawał sobie sprawę, że okręty eskortowe zostały powiadomione o zagrożeniu, w związku z czym nie mógł podpłynąć zbyt blisko konwoju. W takiej sytuacji Amerykanie podjęli trzy próby ataku z dużej odległości, wystrzeliwując w sumie 19 torped w kierunku środka konwoju. W rezultacie USS „Jack” udało się zatopić 5425-tonowy frachtowiec SS „Yoshida Maru”, który miał na swoim pokładzie cały pułk wchodzący w skład 32. Dywizji. Okręt zatonął wkrótce po trafieniu wraz ze wszystkimi (3000) żołnierzami, których przewoził. Pozostałe japońskie statki kontynuowały podróż do portu w Manili, gdzie dotarły 29 kwietnia.

### Z Manili do Halmahery
Jeszcze w czasie trwania podróży z Szanghaju do Manili, Japończycy zdecydowali o zmianie docelowego miejsca wyładunku 32. Dywizji. Cesarski Sztab Generalny był zaniepokojony rosnącymi trudnościami w transporcie oddziałów drogą morską, a co za tym idzie, realną groźbą niedostarczenia planowanej liczby żołnierzy i sprzętu do tzw. „strefy bezwarunkowej obrony” przed dotarciem tam wojsk alianckich. W związku z tym, dowództwo CAJ zdecydowało o skierowaniu dywizji w rejon zachodniej Nowej Gwinei oraz wschodniej części Holenderskich Indii Wschodnich, gdzie miała dołączyć do żołnierzy zagrożonej atakiem Amerykanów japońskiej 2. Armii, zamiast do Mindanao.

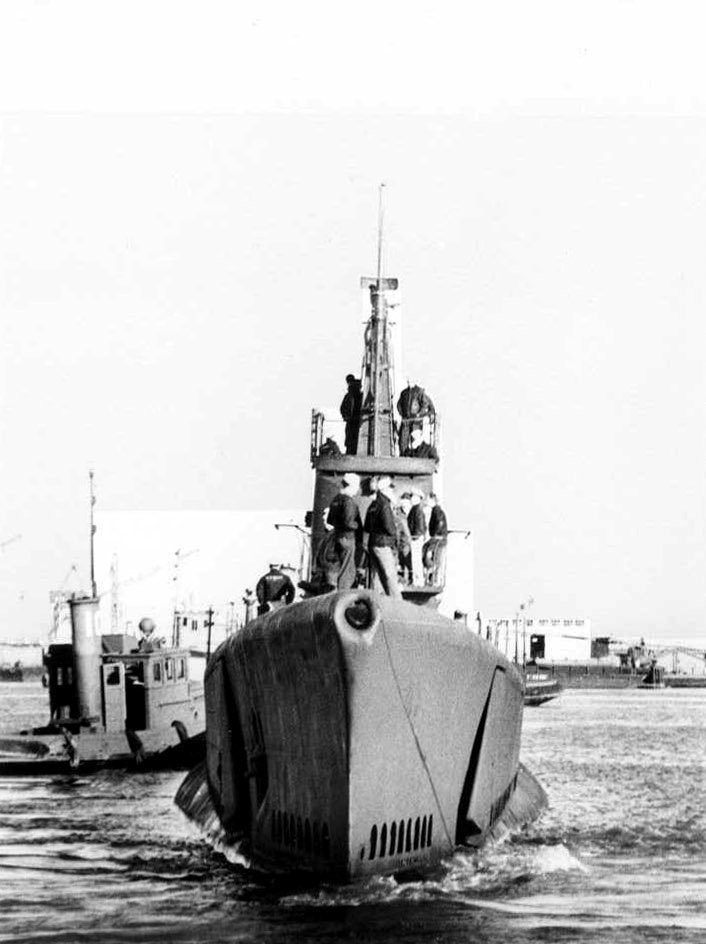
USS „Gurnard” w marcu 1944 roku

„Take-Ichi” wznowił swoją podróż do Nowej Gwinei 1 maja. Konwój składał się wówczas z 8 transportowców (zatopiony „Yoshida Maru” został zastąpiony jednym ze statków, które pierwotnie miały dopłynąć tylko do Manili), które miały być chronione przez okręty „Shirataka”, „Asakaze”, „Shiratsuyu”, trałowiec W-22 oraz ścigacze CH-37 i CH-38. Trasa konwoju została natomiast zaplanowana przez 3 Południową Flotę Ekspedycyjną w taki sposób, aby zmniejszyć ryzyko ataków ze strony alianckich okrętów podwodnych.
Pomimo tych środków bezpieczeństwa, amerykańskie służby rozpoznania radiowego wykryły, że konwój wypłynął z Manili. Już 2 maja Amerykanie dysponowali analizą struktury konwoju, która szacowała jego wielkość na dziewięć transportowców, przewożących 12 784 żołnierzy 32. Dywizji, nieznaną liczbę żołnierzy 35. Dywizji oraz siedem okrętów eskortujących. Z kolei złamanie japońskiego Wojskowego Kodu Transportu Wodnego, którym szyfrowane były wszystkie wiadomości, umożliwiło aliantom poznanie trasy konwoju, jego średniej prędkości, położenia oraz miejsca przeznaczenia. Wszystkie informacje wywiadu zostały tego samego dnia przekazane odpowiednim dowództwom oraz znajdującym się w pobliżu trasy konwoju okrętom podwodnym United States Navy, które mogły wziąć udział w zasadzce na japońskie statki.
Atak na „Take-Ichi” nastąpił 6 maja. Tego dnia USS „Gurnard" przechwycił japońskie statki na morzu Celebes niedaleko północno-wschodniego krańca wyspy Sulawesi. Dowodzący USS „Gurnard” kmdr. Herb Andrews zanurzył swój okręt, unikając w ten sposób wykrycia przez japońskie samoloty, i niepostrzeżenie zbliżył się do konwoju. Dogodną pozycję do uderzenia zajął cztery godziny później, wystrzeliwując sześć torped w kierunku dwóch japońskich transportowców. Tylko jedna z torped trafiła w cel, podczas gdy druga chybiła właściwy okręt, ale uderzyła w statek płynący obok. Andrews rozkazał wówczas zrobić zwrot, po czym wystrzelił kolejne torpedy z tylnych wyrzutni „Gurnarda”, które trafiły trzeci transportowiec. W odpowiedzi jeden z eskortujących konwój niszczycieli zaatakował amerykański okręt, zmuszając go do przerwania ostrzału. Płynął on jednak ze zbyt dużą prędkością, by jego system wykrywania okrętów podwodnych mógł zostać uruchomiony, w związku z czym, pomimo zrzucenia około 100 bomb głębinowych, nie wyrządził USS „Gurnard” żadnej szkody.
Dwie godziny później „Gurnard” zmniejszył zanurzenie do głębokości peryskopowej odkrywając, że trwa akcja ratunkowa żołnierzy z uszkodzonych okrętów transportowych. Tej nocy Amerykanie zaatakowali jeszcze jeden z trafionych wcześniej okrętów, który zdołał utrzymać się na powierzchni. W wyniku ataku USS „Gurnard” zatopione zostały transportowce „Aden Maru” (5825 ton), „Taijima Maru” (6995 ton) oraz przewożący sprzęt „Tenshinzan Maru” (6886 ton). Choć akcja ratunkowa przeprowadzona została stosunkowo sprawnie, śmierć poniosło 1290 żołnierzy, a zniszczeniu uległy znaczące ilości sprzętu.
Z powodu poważnych strat „Take-Ichi” otrzymał rozkaz skierowania się do znajdującego się we wschodniej części Holenderskich Indii Wschodnich portu w Halmaherze, gdzie ocalałe statki dotarły 9 maja. Obie dywizje wraz z wyposażeniem zostały wyładowane, a resztki konwoju wypłynęły z powrotem do Manili 13 maja, gdzie dotarły bez żadnych strat 20 maja.

## Następstwa
Amerykańskie ataki na konwój „Take-Ichi” znacznie uszczupliły zdolność bojową obu przewożonych oddziałów. Liczba jednostek wchodzących w skład 32. Dywizji zmniejszyła się z dziewięciu do pięciu batalionów piechoty oraz z pięciu do półtora batalionu artylerii. Z kolei z sześciu batalionów piechoty 35. Dywizji, które wypłynęły z Szanghaju, jedynie cztery dotarły do Halmahery. Dywizja ta straciła w czasie podróży również większość swojego sprzętu artyleryjskiego.
Zdziesiątkowanie konwoju „Take-Ichi” zmusiło Japończyków do zaakceptowania faktu, iż większość terytorium Nowej Gwinei była w tej sytuacji niemożliwa do obrony. Choć dowódca 2. Frontu, gen. Korechika Anami, w dalszym ciągu zgłaszał prośby, aby ocalałe okręty kontynuowały próbę przetransportowania żołnierzy 35. Dywizji na Nową Gwineę, to Cesarski Sztab Generalny nie wyraził na to zgody. Straty poniesione przez konwój miały także wpływ na decyzję japońskiego sztabu o przesunięciu granicy "strefy bezwarunkowej obrony" do tyłu, tak aby rozciągała się ona od miasta Sorong do Halmahery. Oznaczało to strategiczny odwrót Japończyków o 970 km na zachód w stosunku granicy strefy planowanej w marcu tego samego roku.
W czerwcu 1944 r. oficerowie Japońskiej Cesarskiej Marynarki Wojennej zebrali się w Manili, aby dokonać analizy wydarzeń związanych z konwojem „Take-Ichi”. Nadal byli oni przekonani, że japońskie szyfry komunikacyjne pozostały bezpieczne i szukali innych przyczyn wykrycia konwoju przez amerykańskie okręty podwodne. Wśród różnorakich teorii pojawiły się m.in. koncepcja o wzroście aktywności radiowej Japończyków w czasie, gdy konwój wypłynął w morze, co miało jakoby przyciągnąć uwagę wywiadu radiowego, jak również sugestia, iż przyczyną ataku na konwój mogło być nieumyślne wyjawienie alianckiemu szpiegowi informacji o strukturze i trasie konwoju przez japońskiego oficera przebywającego na służbie w Manili. Spotkanie zakończyło się konkluzją, iż za wykrycie konwoju odpowiedzialni byli alianccy szpiedzy, w związku z czym japońskie szyfry komunikacyjny pozostały niezmienione.
Niektóre z ocalałych jednostek wchodzących w skład 32. i 35. Dywizji walczyły później przeciwko oddziałom amerykańskim. Sama 35. Dywizja została przetransportowana w maju na niewielkich statkach z Halmahery do Sorong. Również wysłany w kwietniu na Palau pułk piechoty został bezpiecznie przewieziony na Nową Gwineę. Część jednostek 35. Dywizji brała udział w walkach o Biak i Sansapor, jednakże większość żołnierzy tej dywizji została rozmieszczona na półwyspie Ptasiej Głowy, gdzie zostali oni odcięci od reszty armii japońskiej we wrześniu 1944 r. Z kolei 32. Dywizja pozostała w Halmaherze, dołączając do garnizonu stacjonującego na wyspie. W późniejszym okresie wielu żołnierzy tej dywizji wzięło udział w starciach z wojskami amerykańskimi na pobliskiej wyspie Morotai, gdzie Japończycy ponieśli duże straty podczas próby kontrataku na pozycje Amerykanów, którzy we wrześniu i październiku 1944 r. stworzyli tam swoje bazy.